# Магістерський комплексний тест
Магістерський комплексний тест (МКТ) — форма проведення вступного випробування до магістратури за спеціальностями 081 «Право» та 293 «Міжнародне право» для здобуття повної вищої освіти в Україні, введена у 2022 році (разом із національним мультипредметним тестом (МКТ) та магістерським тестом навчальної компетентності (МТНК)) через повномасштабне російське вторгнення в Україну. Покликана замінити на один рік традиційні вступні випробування у форматі ЄВІ.
МКТ-2022 має три сесії:
- основна — з 10 серпня до 17 серпня;
- додаткова — з 07 вересня до 10 вересня;
- спеціальна — з 29 вересня до 3 жовтня.

Намір складати МКТ, за даними УЦОЯО, підтвердили понад 13 тис. осіб, з яких 565 планують складати іспит за межами країни. 12 686 учасників обрали для проходження англійську мову, 409 — французьку, німецьку або іспанську.

## Особливості вступу на магістратуру у 2022 році
Для вступу на магістратуру на основі ступеня бакалавра в 2022 році вступ відбуватиметься за результатами фахового іспиту в закладі вищої освіти. Для цього було необхідно зареєструватися у онлайн-кабінеті для проходження МТНК з 27 червня до 18 липня включно.
Для вступу на спеціальності 081 «Право» та 293 «Міжнародне право» потрібно скласти магістерський комплексний тест (МКТ).
- Курсанти — відповідно до Правил прийому закладу
- Спеціальності «Право» та «Міжнародне право» — Магістерський комплексний тест (іноземна мова та право)
- Спеціальності галузей знань 05, 06, 07, 28, 29 (крім «Міжнародного права») — Магістерський тест навчальної компетентності та фаховий іспит у закладі освіти
- Інші спеціальності:
  - на бюджетні місця — фаховий іспит у закладі освіти;
  - на контракт — мотиваційний лист[2].

## Завдання для проходження МКТ
МКТ — комп'ютерний онлайн-тест, що відбуватимуться в спеціальних тимчасових екзаменаційних центрах (як і НМТ), створених у населених пунктах України (за погодженням з органами державної влади), а також у деяких країнах Європи.
МКТ міститиме два блоки 80 завдань, на виконання яких буде відведено 120 хвилин:
- іноземна мова (англійська, німецька, французька або іспанська за вибором вступника) відповідно до Програми ЄВІ[3];
- право відповідно до Програми предметного тесту з права та міжнародного права[4].

БЛОК МКТ З ІНОЗЕМНОЇ МОВИ
Блок МКТ з іноземної мови складатиметься з двох частин: читання і використання мови.
Усього буде 30 завдань, з-поміж яких:
- 6 завдань на встановлення відповідності (буде запропоновано дібрати заголовки до текстів/частин текстів з наведених варіантів; твердження/ситуації до оголошень/текстів; запитання до відповідей або відповіді до запитань);
- 5 завдань з вибором однієї правильної відповіді з чотирьох варіантів;
- 19 завдань на заповнення пропусків у тексті (буде запропоновано доповнити речення в тексті словосполученнями / словами з наведених варіантів).

Завдання з іноземної мови буде оцінено відповідно до схеми нарахування балів. Тобто по 1 тестовому балу буде нараховано за кожну правильну відповідь на завдання з вибором однієї правильної відповіді, по 1 тестовому балу за кожну правильно визначену логічну пару в завданнях на встановлення відповідності та по 1 тестовому балу за кожний правильно заповнений пропуск у тексті.
Отже, за виконання завдань блоку МКТ з іноземної мови можна отримати від 0 до 30 балів.
БЛОК МКТ З ПРАВА
Усього в блоці МКТ з права буде 50 завдань з вибором однієї правильної відповіді з чотирьох варіантів.

## Календар проходження МКТ
1. Зареєструватися
  - для проходження основної сесії МКТ потенційні магістри могли з 27 червня до 18 липня включно, звернувшись до приймальної комісії закладу вищої освіти.
  - для проходження додаткової сесії - з 22 до 26 серпня включно;
  - для проходження спеціальної сесії - з 12 до 16 вересня включно;
2. Реєстрація електронних кабінетів — з 1 серпня.
3. Тестування проходять в основну, додаткову та спеціально організовану сесії.
  - основна — з 10 серпня до 17 серпня (реєстрація - з 27 червня до 18 липня включно; результати - до 24 серпня);
  - додаткова — з 07 вересня до 10 вересня (подання заяви на участь - з 22 до 26 серпня включно; отримання запрошення - до 3 вересня; результати - до 13 вересня);
  - спеціальна — з 29 вересня до 3 жовтня (подання заяви на участь - з 12 до 16 вересня включно; отримання запрошення - до 26 вересня; результати - до 6 жовтня).
4. Подання заяв для вступу розпочалося 16 серпня та завершується:
  - 23 серпня — для осіб, які вступають на основі індивідуальної усної співбесіди замість МТНК;
  - 15 вересня — для осіб, які вступають на основі результатів МТНК, МКТ або тільки фахового іспиту в закладі освіти.
5. Результати тестування 
  - основної сесії - до 24 серпня;
  - додаткової сесії - до 13 вересня;
  - спеціальної сесії - до 6 жовтня;
6. Подання заяв для вступу розпочалося 16 серпня та завершується:
  - 23 серпня — для осіб, які вступають на основі індивідуальної усної співбесіди замість МКТ;
  - 15 вересня — для осіб, які вступають на основі результатів МТНК, МКТ або тільки фахового іспиту в закладі освіти.
7. Проведення фахових іспитів у ЗВО (на не кон'юнктурні спеціальності) - з 16 по 19 вересня.
8. Оприлюднення рейтингових списків на бюджет — не пізніше 20 вересня.
9. Підтвердження бажання навчатись на бюджеті — до 18:00 24 вересня.
10. Зарахування:
  - бюджет — 25 вересня;
  - контракт — визначається правилами прийому закладу, але не пізніше 30 листопада.

- -     - Переведення на вакантні місця — до 10 жовтня[6].

## Особливості вступу 2022 року
- - Максимальне сприяння набору курсантів до військових і правоохоронних закладів освіти
  - Залучення військовослужбовців, добровольців Сил ТрО ЗСУ, рятувальників і правоохоронців, які зарекомендували себе у воєнний час
  - Можлива безоплатна друга освіта для тих, хто здобув першу цивільну освіту